# Pseudoxyrhopus sokosoko
Espèce
Statut de conservation UICN

 VU B1ab(iii) : Vulnérable
Pseudoxyrhopus sokosoko est une espèce de serpents de la famille des Lamprophiidae. 

## Répartition
Cette espèce est endémique du Sud-Est de Madagascar.

## Description
L'holotype de Pseudoxyrhopus sokosoko, un mâle adulte, mesure 353 mm dont 68 mm pour la queue. Cette espèce a le dos brun foncé. Sa face ventrale est brun clair parfois teintée de rose pâle. C'est un serpent nocturne.

## Étymologie
Son nom d'espèce, du malgache sokosoko, « qui avance discrètement, secrètement », fait référence à ses mœurs nocturnes et discrètes.

## Publication originale
- Raxworthy & Nussbaum, 1994 : A review of the madagascan snake genera Pseudoxyrhopus, Pararhadinaea and Heteroliodon (Squamata: Colubridae). Miscellaneous Publications, Museum of Zoology University of Michigan, n. 182, p. 1-37 (texte intégral).